# Laboulbeniales
Laboulbeniales es un orden de hongos en la clase Laboulbeniomycetes. A veces se les denomina, polizontes de cascarudos. El orden contiene unas 2325 especies de ectoparásitos obligados de insectos que producen talos celulares a partir de ascoesporas de dos células. Recientemente, el género Herpomyces, tradicionalmente considerado un miembros basal de Laboulbeniales, fue transferido al orden Herpomycetales a partir de información recolectada en estudios moleculares filogenéticos. Laboulbeniales por lo general no matan a quienes les hospedan, si bien pueden afectar la movilidad de su hospedador si la densidad de parásitos es alta.
Estudios filogenéticos moleculares recientes han determinado que algunos taxones son complejos de varias especies segregadas por el hospedador, por ejemplo Hesperomyces virescens. La clasificación del orden Laboulbeniales corresponde a la definida por Isabelle Tavares (1985) aunque varios taxones de dicho sistema son polifiléticos.